# الريدة (شبوة)
الريده هي إحدى قرى الجمهورية اليمنية. وهي تتبع جغرافيًا لمحافظة شبوة. وإداريًا لمديرية الروضة. يبلغ تعداد سكانها 1305 نسمة حسب الإحصاء الذي جرى عام 2004.